# Cyperus albopurpureus
Cyperus albopurpureus là một loài thực vật có hoa trong họ Cói. Loài này được Cherm. mô tả khoa học đầu tiên năm 1919 publ. 1920.